# Reggenza di Tojo Una-Una
La reggenza di Tojo Una-Una (in indonesiano: Kabupaten Tojo Una-Una) è una reggenza dell'Indonesia, situata nella provincia di Sulawesi Centrale.